# 와카만도코로
와카만도코로(일본어: 若政所 わかまんどころ[*], 생년 미상 - 게이초 6년 8월 20일 (1601년 9월 16일)는 아즈치모모야마 시대의 여성이다. 남편은 도요토미 히데츠구이다. 아버지는 이케다 츠네오키이고, 어머니는 알려지지 않았다. 형제로는 이케다 테루마사 등이 있다.
이름은 알려지지 않았다. 다른 이름은 와카고젠(若御前)이다. 법명은 致祥院殿栄岳利盛이다. 관위는 정2위였다는 기록이 있다.

## 개요
일반적으로 와카만도코로는, 아버지가 섭정ㆍ관백직이면서도 자신도 같은 공경의 정실에게 사용하는 칭호이다.
여기서는 도요토미 히데츠구의 정실이었던 이케다 츠네오키의 딸에 대해 기술한다.

## 생애
혼노지의 번 후, 아버지 이케다 츠네오키는 하시바 히데요시에게 차남 이케다 테루마사를 히데요시의 양자로 삼고, 딸 (와카만도코로)를 미요시 노부요시 (후의 도요토미 히데츠구)에게 시집보내기로 약속했다.
와카만도코로가 히데츠구에게 시집갔을 때, 미코시후쿠(御輿副)를 이케다 가신 코사이 마타이치가 맡았다고 한다. 히데츠구와의 사이에서 자녀는확인되지 않았다.
분로쿠 2년 (1593년) 12월 16일에, 히데요시로부터 히데츠구, 히데츠구의 어머니 닛슈니와 와카만도코로에게 고려 대구가 보내졌다.
분로쿠 3년 (1594년), 히데츠구의 딸인 야오히메 (도요토미 히데요리의 약혼자였다고 한다)의 병이 낫기 위한 기도를 위해 서장을 보낸 모습이 보여진다.
사망년도의 표기는 없으나, 야오히메의 기일이 7월 13일이라는 사료가 있어, 히데츠구의 할복 사건 이전에 사망한 것이 아닌가하는 추측이 있다.
와카만도코로도 히데츠구 사건 이전에 사망했다는 사료도 있지만, 구명되어 친정으로 돌려보냈다고 하는 사료의 성립이 빨라 신빙성이 높을 것으로 보인다.
게이초 6년 (1601년) 8월 20일에 사망했다.

## 참고 문헌
- 《新訂　 寛政重修諸家譜　第五》. 속군서류종완성회. 1964년 11월 30일.